# Caucaseremaeus krivolutskyi
Caucaseremaeus krivolutskyi är en kvalsterart som beskrevs av Shtanchaeva och Subías 2006. Caucaseremaeus krivolutskyi ingår i släktet Caucaseremaeus och familjen Eremaeidae. Inga underarter finns listade i Catalogue of Life.